# طيران لاوس
طيران لاوس (لاو:ການບິນລາວ) هي شركة الطيران الوطنية في لاوس ومقرها فيينتيان عاصمة لاوس. تشغل الخدمات المحلية والدولية لعشر وجهات (فيتنام، كمبوديا، تايلاند، الصين) ويعتبر مطار واتاي الدولي في فيينتيان مقرها الرئيسي.

## التاريخ
تم تأسيس شركة طيران لاوس وبدأت عملياتها في سبتمبر 1976 وكان ممتلكة لشركة طيران يونتان الصينية ومنذ عام 2003 تملكت حكومة لاوس 100% من الشركة. تحلق الشركة في المقام الأول إلى المطارات الصغيرة والجبلية في لاوس ولها تاريخ سلامة جيد حيث منذ عام 2000 لم تكن هناك أي حوادث لطيران لاوس وحرصت على التعامل بالمعايير الدولية وحصلت في عامي 2007/2008 على جائزة القوس الدولي الأوربي.

## اتفاقيات الرمز المشترك
لدى طيران لاوس اتفاقيات الرمز المشترك مع شركات الطيران التالية:
- Cambodia Angkor Air
- الخطوط الجوية الدولية التايلاندية
- الخطوط الجوية الفيتنامية

## الأسطول
اعتبارًا من يوليو 2021، يتكون أسطول خطوط لاوس الجوية من الطائرات التالية:

### الأسطول التاريخي
| الطائرة            | الأسطول | أدخلت | سحبت | ملاحظات |
| ------------------ | ------- | ----- | ---- | ------- |
| بوينغ 737          | 1       | 1996  | 1998 |         |
| إيرباص إيه 320-200 | 1       | 2003  | 2005 |         |
| إيه تي آر 72-200   | 1       | 1996  | 2011 |         |
| إيه تي آر 72-200   | 1       | 2000  | 2010 |         |
| إيه تي آر 42-300   | 1       | 1994  | 1996 |         |

## وصلات خارجية
- laoairlines.com الموقع الرسمي للشركة (بالإنجليزية)
- تفاصيل طيران لاوس (بالإنجليزية)